# Liste der Monuments historiques in Trédrez-Locquémeau
Die Liste der Monuments historiques in Trédrez-Locquémeau führt die Monuments historiques in der französischen Gemeinde Trédrez-Locquémeau auf.

## Liste der Bauwerke
| Bezeichnung            | Beschreibung | Standort                   | Kennzeichnung | Schutzstatus   | Datum     | Bild           |
| ---------------------- | ------------ | -------------------------- | ------------- | -------------- | --------- | -------------- |
| Manoir de Coat-Trédrez | Herrenhaus   | (Lage)                     | PA00089683    | Inscrit        | 1930      | weitere Bilder |
| Kirche St-Quémeau      |              | Hent Sant-Kemo (Lage)      | PA00089682    | Classé         | 1922      | weitere Bilder |
| Kirche Notre-Dame      |              | (Lage)                     | PA00089681    | Inscrit Classé | 1925 1911 | weitere Bilder |
| Dolmen von Roscoualc’h |              | Hent Garreg en Aour (Lage) | PA00089680    | Classé         | 1982      | weitere Bilder |
| Wegekreuz              |              | Hent Croas ar Boder (Lage) | PA00089678    | Inscrit        | 1927      | weitere Bilder |

## Liste der Objekte

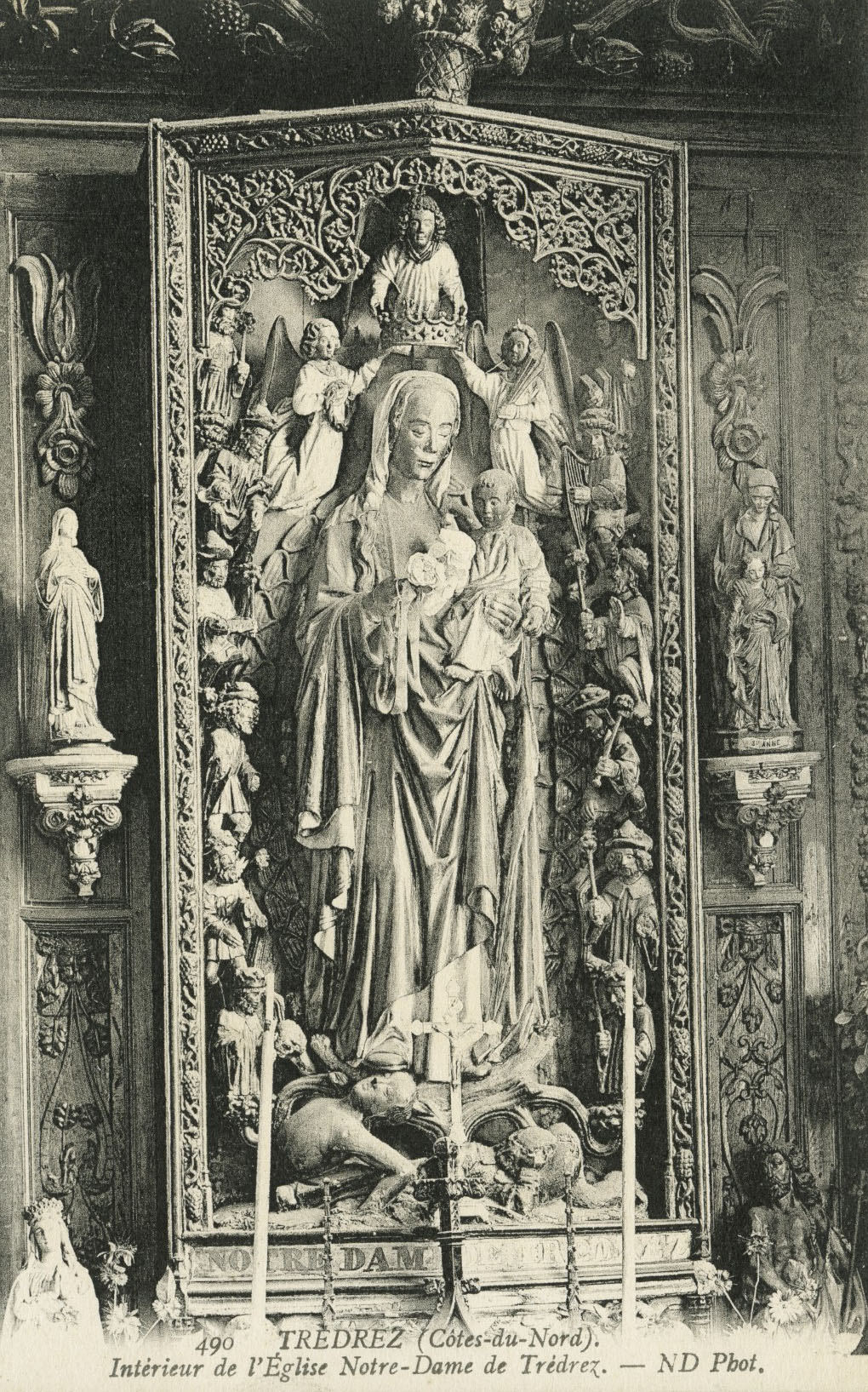
Skulptur Madonna und Kind in der Kirche Notre-Dame

- Monuments historiques (Objekte) in Trédrez-Locquémeau in der Base Palissy des französischen Kultusministeriums